# Ghiacciaio del Pers

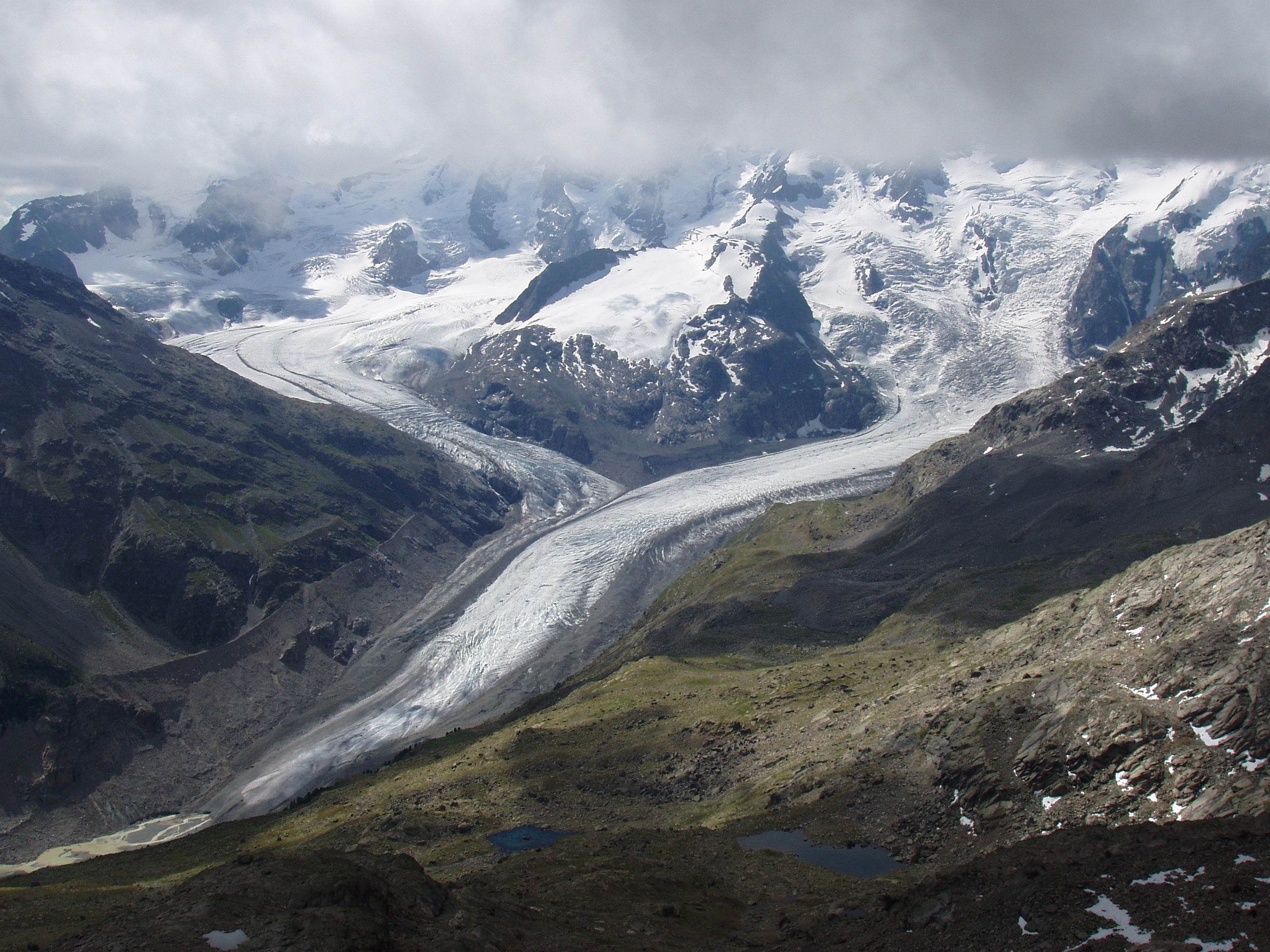
Il ghiacciaio del Pers a sinistra, il Morteratsch a destra

Il ghiacciaio del Pers (in tedesco Persgletscher) è un ghiacciaio del massiccio del Bernina in Svizzera.

## Descrizione
Il ghiacciaio è di tipo vallivo, la zona di accumulo si trova tra le vette del Rifugi dals Chamuotschs, Fortezza, Pizzo Bellavista, Piz Spinas, Piz Palü, Piz Cambrena, Piz Arlas, Piz Trovat.
La lunghezza del ghiacciaio è di circa 4 chilometri e durante il suo tragitto scende di circa 1.500 metri. Al termine del suo tragitto alimenta il Ghiacciaio del Morteratsch. L'acqua che proviene dal ghiacciaio confluisce nell'Ova da Bernina che a sua volta è un affluente nell'Inn.

## Turismo
La ferrovia del Bernina (con la stazione di Morteratsch) conduce i turisti ai piedi del ghiacciaio del Morteratsch.